# Aerosoft
Aerosoft GmbH är ett tyskt spel- och simulatorförlag grundat 1991.

## Produkter
Företaget har publicerat simulatorn OMSI – Der Omnibussimulator  samt många tillägg till Microsoft Flight Simulator  och X-Plane -simulatorerna.